# Lilli de Nooijer
Pour les articles homonymes, voir de Nooijer.
Lilli de Nooijer née le 30 juillet 2002, est une joueuse néerlandaise de hockey sur gazon. Elle évolue au poste d'attaquante au HC Bloemendaal et avec l'équipe nationale néerlandaise.

## Biographie
Elle est la fille de l'ancien joueur de hockey sur gazon Teun de Nooijer.

## Carrière
- Elle a fait ses débuts en équipe première le 8 avril 2022 contre l'Inde à Bhubaneswar lors de la Ligue professionnelle 2021-2022[1].

## Palmarès
- : 2e à la Ligue professionnelle 2021-2022.